# Rhodocleptria incarnata
Rhodocleptria incarnata är en fjärilsart som beskrevs av Freyer 1839. Rhodocleptria incarnata ingår i släktet Rhodocleptria och familjen nattflyn. Inga underarter finns listade.